# Mr. Game & Watch
Mr. Game & Watch (Mr.ゲーム&ウォッチ?, Misutā Gēmu ando Wotchi) è un personaggio dei videogiochi, mascotte dei Game & Watch e della successiva serie Game & Watch Gallery. Ha debuttato nel 1980 nel gioco elettronico portatile Ball, diventando una delle prime creazioni della Nintendo in ambito videoludico. Ha l'aspetto di un omino stilizzato e monocromatico (nero), poiché i Game & Watch hanno un semplice schermo LCD; mantiene tuttavia lo stesso aspetto rétro anche nelle sue apparizioni su piattaforme avanzate di molti anni dopo.
Appare anche in giochi crossover come la serie Super Smash Bros..

## Storia
In Game & Watch Gallery (serie di remake dei Game & Watch per Game Boy, Game Boy Color e Game Boy Advance), Mr. Game & Watch appare insieme a personaggi del franchise di Mario. La differenza è che Mr. Game & Watch è giocabile solo nelle versioni classiche dei giochi, mentre i personaggi della serie di Super Mario sono giocabili nelle versioni moderne. Mr. Game & Watch appare anche in WarioWare: Touched! e WarioWare: Smooth Moves, nei classici giochi Game & Watch. Ha avuto una rinascita grazie a Super Smash Bros. Brawl e a Super Smash Bros. Melee, in cui è un personaggio giocabile.
Ricompare come cameo in Donkey Kong Country Returns, nello sfondo del livello 7-1, come operaio in una fabbrica di nebbia.

## Apparizioni
- Ball (1980)
- Flagman (1980)
- Vermin (1980)
- Fire (1980)
- Judge (1980)
- Manhole (1981)
- Helmet (1981)
- Lion (1981)
- Parachute (1981)
- Octopus (1981)
- Chef (1981)
- Rain Shower (1981)
- Turtle Bridge (1982)
- Fire Attack (1982)
- Oil Panic (1982)
- Greenhouse (1982)
- Life Boat (1983)
- Game Boy Gallery (1995)
- Game & Watch Gallery (1997)
- Game & Watch Gallery 2 (1998)
- Game & Watch Gallery 3 (1999)
- Wario Land 4 (2001)
- Game & Watch Gallery 4 (2002)
- Super Smash Bros. Melee (2002)
- WarioWare: Touched! (2004)
- Game & Watch Collection (2007)
- Super Smash Bros. Brawl (2008)
- Cooking Guide: Can't Decide What to Eat? (2008)
- Game & Watch Collection 2 (2010)
- Donkey Kong Country Returns (2010)
- Beat the Beat: Rhythm Paradise (2012)
- Super Smash Bros. per Nintendo 3DS e Wii U (2014)
- Super Mario Odyssey (2017)
- WarioWare Gold (2018)
- Super Smash Bros. Ultimate (2018)